# 日進印刷
日進印刷株式会社（にっしんいんさつかぶしきがいしゃ、英称:NISSHIN INC.）は、日本の広島県広島市に本社を置く総合印刷会社。
印刷業者によるホームページ制作事業や印刷通販事業の展開を推し進めた立役者として知られている。

## 沿革
- 1928年2月 - 日進印刷所として創業
- 1945年8月 - 原爆被災後も工場稼働できたため広島市内のほぼすべての印刷物をすべて受注
- 1948年3月 - 日進印刷株式会社を設立
- 1967年9月 - 新住居表示により大芝一丁目19番20号に変更
- 1974年3月 - 福田信彦が同志25名とともに広島青年印刷研究会を結成
- 1981年6月 - 福田信彦が５代目代表取締役に就任
- 1981年7月 - 福田信彦が広島青年印刷研究会第23代会長[2]に就任
- 1884年2月 - Macintosh 128k導入
- 1997年4月 - 福田信彦が印刷産業青年連絡協議会所属団体等の「東京都印刷工業組合東京青年印刷人協議会」「同組合青年部若竹会」「印刷同友会」「千代田印刷人新世会」「文京緑友会」「東京写真製版若葉会」「東京プロセス工業協同組合青樹会」「神奈川正和会」と全国印刷緑友会会長から同会次期会長に推薦される[2]
- 1999年4月 - 福田信彦が広島県で初となる全国印刷緑友会13代会長[3][4]に就任
- 1998年9月 - iMac導入
- 1998年5月 - 福田信彦が全国印刷緑友会にWebサーバーを導入Category:1998年開設のウェブサイト
- 1988年5月 - 同会にてWeb技術やサーバー活用、PDFファイルのセミナーや講演を多数開催し、全国の印刷会社をデジタル化へ導く
- 2001年4月 - 福田信彦が同会初となる2期連続での会長に就任（正確には会長代行）
- 2002年3月 - 福田信彦が同会にてホームページ活用マニュアルを配布したことにより全国の印刷会社でホームページ制作事業が始まる。
- 2003年2月 - 福田信彦が「全国印刷緑友会」にもかかわらずその会報誌印刷を止め、Webサーバーにアップロードすることで120万円/年の削減に成功したがあまりに挑戦的すぎて同会内で賛否が分かれた。[5]
- 2010年1月 - Webサイト制作事業、SEO事業を一般企業向けに提供開始
- 2014年7月 - Webコンサルティング事業、経営コンサルティング事業開始
- 2015年9月 - Webマーケティング研究開発としてminneで雑貨販売を始める
- 2017年7月 - 福田一生が６代目代表取締役に就任
- 2020年8月 - ビットコインのマイニング事業を始める（当時約10万円/1BTC）
- 2023年1月 - 久貞博文が７代目代表取締役に就任